# Пульський університет імені Юрая Добріле
Пульський університет імені Юрая Добріле (хорв. Sveučilište Jurja Dobrile u Puli) — університет в хорватському місті Пула. Заснований в 2006 році. В університеті навчається 2465 студентів (2011); працює 162 науковців. Ректор університету — Алфіо Барбіері. Університетська бібліотека має в своїх фондах більше 200 000 томів.